# Кесеннума
Кесе́ннума (яп. 気仙沼市 Кэсэннума-си) — город в Японии, находящийся в префектуре Мияги. Площадь города составляет 333,38 км², население — 67 856 человек (31 июля 2014), плотность населения — 203,54 чел./км².
Является членом движения «Медленный город».

## Географическое положение
Город расположен на острове Хонсю в префектуре Мияги региона Тохоку. С ним граничат города Томе, Итиносеки, Рикудзентаката и посёлки Минамисанрику, Фудзисава.

## Население
Население города составляет 67 856 человек (31 июля 2014), а плотность — 203,54 чел./км². Изменение численности населения с 1980 по 2005 годы:
| 1980 | 92 246 чел. |  |
| 1985 | 91 468 чел. |  |
| 1990 | 88 152 чел. |  |
| 1995 | 84 848 чел. |  |
| 2000 | 82 394 чел. |  |
| 2005 | 78 011 чел. |  |

## Символика
Деревом города считается Pinus thunbergii, цветком — Rhododendron kaempferi, птицей — Larus crassirostris.